# Championnat d'Allemagne de football 1999-2000
Navigation
Bundesliga
1998-1999 Bundesliga
2000-2001
La saison 1999-2000 de Bundesliga était la trente-septième édition de la première division allemande.
Lors de cette saison, le Bayern Munich a conservé son titre de champion d'Allemagne face aux dix-sept meilleurs clubs allemands lors d'une série de matchs se déroulant sur toute l'année.
Chacun des dix-huit clubs participant au championnat a été confronté à deux reprises aux dix-sept autres.
Huit places étaient qualificatives pour les compétitions européennes, la neuvième étant celle du vainqueur de la DFB-Pokal 1999-2000.
Le Bayern Munich a été sacré champion d'Allemagne pour la seizième fois.

## Les 18 clubs participants

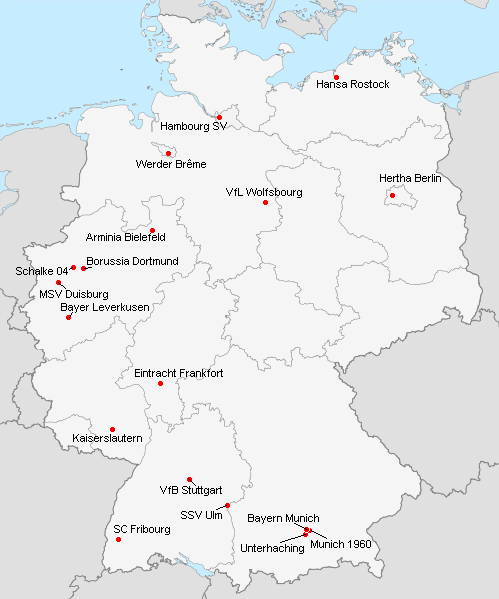
Localisation des clubs engagés dans le championnat.

| Club                | Stade                    | Capacité | Ville                 |
| ------------------- | ------------------------ | -------- | --------------------- |
| Arminia Bielefeld   | Bielefelder Alm          | 26 600   | Bielefeld             |
| Bayer Leverkusen    | BayArena                 | 22 500   | Leverkusen            |
| Bayern Munich       | Olympiastadion           | 69 000   | Munich                |
| Borussia Dortmund   | Westfalenstadion         | 68 800   | Dortmund              |
| Eintracht Francfort | Waldstadion              | 25 000   | Francfort-sur-le-Main |
| FC Kaiserslautern   | Fritz-Walter-Stadion     | 46 600   | Kaiserslautern        |
| Hambourg SV         | Volksparkstadion         | 57 274   | Hambourg              |
| Hansa Rostock       | Ostseestadion            | 29 000   | Rostock               |
| Hertha Berlin       | Olympiastadion           | 74 228   | Berlin                |
| MSV Duisbourg       | Wedaustadion             | 30 000   | Duisbourg             |
| Munich 1860         | Olympiastadion           | 63 000   | Munich                |
| SC Fribourg         | Badenova-Stadion         | 24 918   | Fribourg-en-Brisgau   |
| Schalke 04          | Parkstadion              | -        | Gelsenkirchen         |
| SSV Ulm 1846        | Donaustadion             | 22 500   | Ulm                   |
| SpVgg Unterhaching  | Generali Sportpark       | 15 100   | Unterhaching          |
| VfB Stuttgart       | Gottlieb-Daimler-Stadion | 58 000   | Stuttgart             |
| VfL Wolfsburg       | VfL-Stadion am Elsterweg | 21 600   | Wolfsburg             |
| Werder Brême        | Weserstadion             | 42 358   | Brême                 |

## Compétition

### Pré-saison

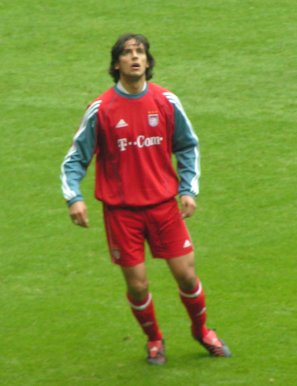
Roque Santa Cruz (Bayern Munich) débarque en Europe à 18 ans.

À l'orée de la trente-septième édition de 1. Bundesliga, la suprématie du Bayern Munich ne laissait que peu de doute sur l'issue du championnat. En effet, les derniers finalistes de la Ligue des champions avaient remporté assez facilement le titre lors de la saison précédente et les nouvelles recrues comme le jeune Paraguayen Roque Santa Cruz, en provenance du Club Olimpia, laissaient entrevoir un bel avenir à l'équipe d'Ottmar Hitzfeld.
Cependant, les joueurs du Bayer Leverkusen une fois de plus deuxième l'année passée, espéraient venir jouer les premiers rôle et peut-être décrocher enfin leur premier titre. Il fallait également compter lors de cette saison sur l'Hertha Berlin auteur d'un magnifique championnat 1998-1999 (3e) et du Borussia Dortmund de retour dans le haut du tableau.
Le Werder Brême pourtant qualifié en coupe d'Europe grâce à la DFB-Pokal souhaitait également réussir à remonter vers le haut du classement pour renouer avec son passé glorieux.
Enfin, l'Eintracht Francfort après avoir sauvé sa place à l'arraché, SpVgg Unterhaching, le SSV Ulm 1846 et l'Arminia Bielefeld, les trois promus, espéraient arriver à éviter une année galère et un redescente immédiate pour les trois derniers.
La saison a été ouverte par la Liga-Pokal qui regroupait les six meilleurs clubs qualifiés pour des compétitions européennes, la finale a été remportée pour la troisième année consécutive par le Bayern Munich, à la BayArena de Leverkusen, sur le score de deux buts à un face au Werder Brême.

### Moments forts de la saison

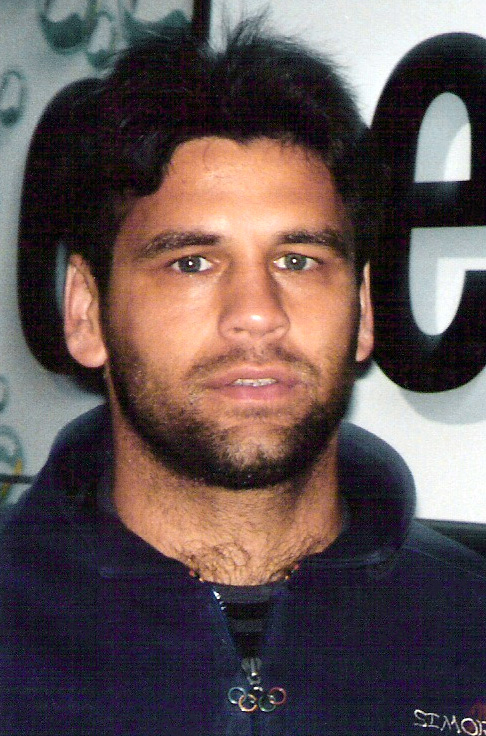
Ulf Kirsten, meilleur buteur du Bayer Leverkusen.

À l'inverse de la saison précédente, la lutte pour le titre a été, lors de ce championnat, serrée jusqu'au bout. En effet, le Bayer Leverkusen avait trois points d'avance sur le Bayern Munich avant la dernière journée et n'avait besoin que d'un match nul face au modeste SpVgg Unterhaching, déjà assuré de son maintien. Cependant, le sort s'est acharné sur les éternels deuxièmes de 1. Bundesliga (trois fois en quatre ans), et alors que le Bayern Munich battait le Werder Brême, les joueurs de la Ruhr se sont inclinés face à d'autres Bavarois.
Le Bayern Munich, outre son titre de champion pouvait également s'enorgueillir d'avoir été le seul club non-espagnol à atteindre les demi-finales de la Ligue des champions, les Bavarois n'ayant pas été assez forts face au Real Madrid pour que leur club puisse atteindre la finale.
Cette saison a été aussi celle d'une forte progression pour trois clubs : SpVgg Unterhaching, qui a terminé dixième, ce qui était un très belle performance pour un promu, le Hambourg SV et le Munich 1860, qui ont terminé respectivement troisième et quatrième et se sont ainsi qualifiés pour le tour préliminaire de la Ligue des champions.

### Qualifications en coupes d'Europe
À l'issue de la saison, les clubs placés aux deux premières places du championnat se sont qualifiés pour la phase de groupes de la Ligue des champions 2000-2001, les clubs arrivés troisième et quatrième se sont quant à eux qualifiés pour le troisième tour préliminaire de cette même Ligue des champions.
Le vainqueur de la DFB-Pokal ayant fini dans les six premiers du championnat, la première des trois places en Coupe UEFA 2000-2001 est revenue au finaliste de la coupe. Les deux autres places sont revenues au quatrième et au cinquième du championnat. Ces places étaient qualificatives pour le premier tour de la compétition.
Les septième et huitième du championnat ont quant à eux pris les deux places en Coupe Intertoto 2000.

### Classement
Le classement est établi sur le barème de points classique (victoire à 3 points, match nul à 1, défaite à 0).
Pour départager les équipes à égalité de points, on tient d'abord compte de la différence de buts générale, puis du nombre de buts marqués, puis des confrontations directes et enfin si la qualification ou la relégation est en jeu, les deux équipes jouent une rencontre d'appui sur terrain neutre.
| Rang | Équipe               | Pts | J  | G  | N  | P  | Bp | Bc | Diff |
| ---- | -------------------- | --- | -- | -- | -- | -- | -- | -- | ---- |
| 1    | Bayern Munich T C    | 73  | 34 | 22 | 7  | 5  | 73 | 28 | +45  |
| 2    | Bayer Leverkusen     | 73  | 34 | 21 | 10 | 3  | 74 | 36 | +38  |
| 3    | Hambourg SV          | 59  | 34 | 16 | 11 | 7  | 63 | 39 | +24  |
| 4    | Munich 1860          | 53  | 34 | 14 | 11 | 9  | 55 | 48 | +7   |
| 5    | FC Kaiserslautern    | 50  | 34 | 15 | 5  | 14 | 54 | 59 | -5   |
| 6    | Hertha Berlin        | 50  | 34 | 13 | 11 | 10 | 39 | 46 | -7   |
| 7    | VfL Wolfsburg        | 49  | 34 | 12 | 13 | 9  | 51 | 58 | -7   |
| 8    | VfB Stuttgart        | 48  | 34 | 14 | 6  | 14 | 44 | 47 | -3   |
| 9    | Werder Brême         | 47  | 34 | 13 | 8  | 13 | 65 | 52 | +13  |
| 10   | SpVgg Unterhaching P | 44  | 34 | 12 | 8  | 14 | 40 | 42 | -2   |
| 11   | Borussia Dortmund    | 40  | 34 | 9  | 13 | 12 | 41 | 38 | +3   |
| 12   | SC Fribourg          | 40  | 34 | 10 | 10 | 14 | 45 | 50 | -5   |
| 13   | Schalke 04           | 39  | 34 | 8  | 15 | 11 | 42 | 44 | -2   |
| 14   | Eintracht Francfort  | 39  | 34 | 12 | 5  | 17 | 42 | 44 | -2   |
| 15   | Hansa Rostock        | 38  | 34 | 8  | 14 | 12 | 44 | 60 | -16  |
| 16   | SSV Ulm 1846 P       | 35  | 34 | 9  | 8  | 17 | 36 | 62 | -26  |
| 17   | Arminia Bielefeld P  | 30  | 34 | 7  | 9  | 18 | 40 | 61 | -21  |
| 18   | MSV Duisbourg        | 22  | 34 | 4  | 10 | 20 | 37 | 71 | -34  |

| Légende : Qualifications et relégations | Légende : Qualifications et relégations                                            |
| --------------------------------------- | ---------------------------------------------------------------------------------- |
|                                         | Ligue des Champions 2000-2001 (Phase de groupes)                                   |
|                                         | Ligue des Champions 2000-2001 (3e tour préliminaire)                               |
|                                         | Coupe UEFA 2000-2001 (1er tour)                                                    |
|                                         | Coupe Intertoto 2000 (3e tour)                                                     |
|                                         | Coupe Intertoto 2000 (2e tour)                                                     |
|                                         | Relégation en 2. Bundesliga                                                        |
|                                         | T : Tenant du titre 1998-1999 P : Promu en 1998-1999 C : Vainqueur de la DFB-Pokal |

### Matchs
| Résultats (▼dom., ►ext.)                                   | Bie | Lev | BMu | Dor | Fra | Kai | Ham | Ros | Ber | Dui | M60 | Fri | Sch | Ulm | Unt | Stu | Wol | Brê |
| Arminia Bielefeld                                          |     | 1-2 | 0-3 | 0-2 | 1-1 | 1-2 | 3-0 | 2-2 | 1-1 | 0-1 | 2-2 | 2-1 | 1-2 | 4-1 | 1-0 | 1-2 | 0-0 | 2-2 |
| Bayer Leverkusen                                           | 4-1 |     | 2-0 | 3-1 | 4-1 | 3-1 | 2-2 | 1-1 | 3-1 | 3-0 | 1-1 | 1-1 | 3-2 | 4-1 | 2-1 | 1-0 | 4-1 | 3-2 |
| Bayern Munich                                              | 2-1 | 4-1 |     | 1-1 | 4-1 | 2-2 | 2-2 | 4-1 | 3-1 | 4-1 | 1-2 | 6-1 | 4-1 | 4-0 | 1-0 | 0-1 | 5-0 | 3-1 |
| Borussia Dortmund                                          | 1-3 | 1-1 | 0-1 |     | 1-0 | 0-1 | 0-1 | 3-0 | 4-0 | 2-2 | 1-1 | 1-1 | 1-1 | 1-1 | 1-3 | 1-1 | 2-1 | 1-3 |
| Eintracht Francfort                                        | 2-1 | 1-2 | 1-2 | 1-1 |     | 0-1 | 3-0 | 0-0 | 4-0 | 2-2 | 3-1 | 2-0 | 0-2 | 2-1 | 3-0 | 0-1 | 4-0 | 1-0 |
| FC Kaiserslautern                                          | 0-2 | 1-3 | 0-2 | 1-0 | 1-0 |     | 2-0 | 2-2 | 1-2 | 3-2 | 1-1 | 0-2 | 2-1 | 6-2 | 4-2 | 1-2 | 2-2 | 4-3 |
| Hambourg SV                                                | 5-0 | 0-2 | 0-0 | 1-1 | 1-0 | 2-1 |     | 1-0 | 5-1 | 6-1 | 2-0 | 2-0 | 3-1 | 1-2 | 3-0 | 3-0 | 2-2 | 0-0 |
| Hansa Rostock                                              | 2-1 | 1-1 | 0-3 | 1-0 | 3-1 | 4-2 | 3-3 |     | 0-1 | 3-1 | 0-0 | 1-1 | 1-0 | 2-1 | 1-1 | 1-4 | 1-1 | 1-1 |
| Hertha Berlin                                              | 2-0 | 0-0 | 1-1 | 0-3 | 1-0 | 0-1 | 2-1 | 5-2 |     | 2-1 | 1-1 | 0-0 | 2-1 | 3-0 | 2-1 | 1-1 | 0-0 | 1-1 |
| MSV Duisbourg                                              | 0-3 | 0-0 | 1-2 | 2-2 | 2-3 | 2-2 | 1-1 | 2-2 | 0-0 |     | 3-0 | 1-2 | 1-1 | 0-0 | 2-0 | 1-3 | 2-3 | 0-1 |
| Munich 1860                                                | 5-0 | 1-2 | 1-0 | 0-3 | 2-0 | 2-1 | 0-0 | 4-3 | 2-1 | 4-1 |     | 3-1 | 3-3 | 4-1 | 2-1 | 1-1 | 1-2 | 1-0 |
| SC Fribourg                                                | 1-1 | 0-0 | 1-2 | 1-1 | 2-3 | 2-1 | 0-2 | 5-0 | 0-1 | 3-0 | 3-0 |     | 2-1 | 2-0 | 4-3 | 0-2 | 1-1 | 2-1 |
| Schalke 04                                                 | 1-1 | 1-1 | 1-1 | 0-0 | 0-0 | 1-2 | 1-3 | 0-2 | 1-1 | 3-0 | 2-2 | 2-2 |     | 0-0 | 1-0 | 3-0 | 1-1 | 3-1 |
| SSV Ulm 1846                                               | 2-0 | 1-9 | 0-1 | 0-1 | 3-0 | 3-1 | 1-2 | 1-1 | 0-1 | 0-3 | 3-0 | 1-1 | 1-1 |     | 1-0 | 1-1 | 2-0 | 2-1 |
| SpVgg Unterhaching                                         | 2-0 | 2-0 | 0-2 | 1-0 | 1-0 | 1-2 | 1-1 | 1-1 | 1-1 | 2-0 | 1-1 | 1-0 | 3-1 | 1-0 |     | 2-0 | 1-1 | 1-0 |
| VfB Stuttgart                                              | 3-3 | 1-2 | 2-0 | 1-2 | 0-2 | 0-1 | 1-3 | 3-1 | 1-0 | 4-2 | 1-3 | 1-0 | 0-2 | 2-0 | 0-2 |     | 2-5 | 0-0 |
| VfL Wolfsburg                                              | 2-0 | 3-1 | 1-1 | 1-0 | 1-0 | 3-2 | 4-4 | 2-0 | 2-3 | 1-0 | 2-1 | 2-1 | 0-0 | 1-2 | 2-2 | 0-2 |     | 2-7 |
| Werder Brême                                               | 3-1 | 1-3 | 0-2 | 3-2 | 3-1 | 5-0 | 2-1 | 2-1 | 4-1 | 4-0 | 1-3 | 5-2 | 0-1 | 2-2 | 2-2 | 2-1 | 2-2 |     |
| - Victoire à domicile - Match nul - Victoire à l'extérieur |     |     |     |     |     |     |     |     |     |     |     |     |     |     |     |     |     |     |

## Bilan de la saison
| Tableau d'Honneur |               |
| Compétition       | Vainqueur     |
| 1. Bundesliga     | Bayern Munich |
| DFB-Pokal         | Bayern Munich |
| Liga Pokal        | Bayern Munich |

| Qualifications européennes 2000-2001 |                                              |
| Ligue des champions                  | Qualifiés                                    |
| Phase de groupes                     | Bayern Munich Bayer Leverkusen               |
| 3e tour préliminaire                 | Hambourg SV Munich 1860                      |
| Coupe UEFA                           | Qualifiés                                    |
| 1er tour                             | FC Kaiserslautern Hertha Berlin Werder Brême |
| Coupe Intertoto                      | Qualifiés                                    |
| 3e tour                              | VfL Wolfsburg                                |
| 2e tour                              | VfB Stuttgart                                |

| Promotions et relégations |                                              |
| Relégués en 2. Bundesliga | Arminia Bielefeld MSV Duisbourg SSV Ulm 1846 |
| Promus de 2. Bundesliga   | FC Cologne VfL Bochum Energie Cottbus        |

## Statistiques

### Meilleurs buteurs
|   | Buteur        | Club             | Nb de Buts |
| - | ------------- | ---------------- | ---------- |
| 1 | Martin Max    | Munich 1860      | 19         |
| 2 | Ulf Kirsten   | Bayer Leverkusen | 17         |
| 3 | Ebbe Sand     | Schalke 04       | 14         |
| 3 | Giovane Élber | Bayern Munich    | 14         |
| 5 | Paulo Sergio  | Bayern Munich    | 13         |
| 5 | Marco Bode    | Werder Brême     | 13         |

### Affluences
| Club                | Affluence moyenne  |
| ------------------- | ------------------ |
| Arminia Bielefeld   | 19 823 spectateurs |
| Bayer Leverkusen    | 22 441 spectateurs |
| Bayern Munich       | 52 588 spectateurs |
| Borussia Dortmund   | 64 535 spectateurs |
| Eintracht Francfort | 35 485 spectateurs |
| FC Kaiserslautern   | 40 204 spectateurs |
| Hambourg SV         | 41 534 spectateurs |
| Hansa Rostock       | 16 153 spectateurs |
| Hertha Berlin       | 47 401 spectateurs |
| MSV Duisbourg       | 15 244 spectateurs |
| Munich 1860         | 32 653 spectateurs |
| SC Fribourg         | 24 711 spectateurs |
| Schalke 04          | 39 885 spectateurs |
| SSV Ulm 1846        | 21 841 spectateurs |
| SpVgg Unterhaching  | 9 535 spectateurs  |
| VfB Stuttgart       | 29 853 spectateurs |
| VfL Wolfsburg       | 17 188 spectateurs |
| Werder Brême        | 30 202 spectateurs |
| Total               | 31 182 spectateurs |